# Iglesia de Santo Tomé (Cuéllar)
La iglesia de Santo Tomás, más conocida como iglesia de Santo Tomé es un templo católico ubicado en la villa de Cuéllar (Segovia). Se tiene noticia del templo ya en 1272, y se halla situada al este de la villa, y cercana al convento de la Concepción.
Su nave principal se encuentra oculta tras varios edificios modernos, construidos sobre ella a partir de su desamortización en el siglo XIX, época en la que José María Quadrado mantiene que sus muros estaban ennegrecidos y consumiéndose en el abandono.
Construida en ladrillo y mampostería, su ábside de sillería pertenece al románico tardío. Consta de una nave y tres tramos desenfilados de la cabecera, de tramo recto para el presbiterio y curvo para el ábside, sobre el que se construyó en una reforma barroca un camarín del siglo XVIII. Esta reforma sustituyó las bóvedas de crucería originales por unas de yesería, y redujo significativamente los restos románicos del templo. Al mudéjar pertenece un alero de ladrillo en el tramo más próximo al ábside, así como diferentes restos en el interior de la iglesia, actualmente propiedad privada, y en las esquinas de su torre.
En la actualidad la única estancia que recibe culto católico es una capilla lateral, que alberga la imagen gótica de Nuestra Señora del Rosario, patrona de Cuéllar. En el interior del pórtico que da acceso a la capilla, se conserva una pequeña portada románica reubicada. Dentro de la capilla se conserva un arcosolio gótico-mudéjar, de elaborada filigrana en yesería que imita las labores mudéjares. La torre se levanta a los pies de la iglesia, y fue construida en mampostería, con refuerzo de esquinales de sillería y ráfagas de ladrillo.